# Гладких Василь Іванович
Гладких Василь Іванович (нар. 2 травня 1945 — пом. 20 лютого 2022, Кривий Ріг, Україна) — радянський футболіст, півзахисник. Відомий виступами за криворізький «Кривбас».

## Клубна кар'єра
Народився 2 травня 1945 року. У 1965 році прийшов до складу криворізького «Гірника», який вже у наступному році був перейменований у «Кривбас».
У складі клубу переміг у чемпіонаті УРСР 1971 року, досягши першого титулу в історії клубу, та вийшов до першої ліги СРСР. Втім, у команди не вийшло втриматися у ній та за результатами сезону 1972 року криворожани посіли передостаннє місце у турнірній таблиці і вилетіли назад до другої ліги. Одразу після закінчення сезону Василь оголосив про завершення кар'єри.

## Післяфутбольне життя
Після завершення кар'єри Гладких отримав пожиттєвий абонемент на відвідування стадіону криворозького клубу.
Помер 20 лютого 2022 року.

## Досягнення
- Чемпіон УРСР (1): 1971